# Ultra Hand
 (mai 2012).
Si vous disposez d'ouvrages ou d'articles de référence ou si vous connaissez des sites web de qualité traitant du thème abordé ici, merci de compléter l'article en donnant les références utiles à sa vérifiabilité et en les liant à la section « Notes et références ».
L'Ultra Hand (Main Ultra en français) est le deuxième jouet de Nintendo inventé en 1966 par l'ingénieur Gunpei Yokoi. C'est une main mécanique qui permet de prendre des objets parfois hors de portée, en relayant le mouvement de celui qui en tient les poignées grâce à un long croisillon formé de pièces en plastique dur. Il n'est jamais sorti hors du japon et il coûte 600 yens à sa sortie. 

## Origines
Gunpei Yokoi est embauché par Hiroshi Yamauchi chez Nintendo. Il adore fabriquer des jouets. À l'origine, il devait vérifier si les machines étaient en état de marche. Donc, comme sa journée n'est pas longue, il fabrique des jouets (avec les déchets des machines) en cachette dans son local. Tout se passe bien au début, jusqu'au jour où Hiroshi le surprend en train de fabriquer un jouet. Il le convoque directement dans son bureau ; Yokoi s'attend au pire, mais Yamauchi lui demande de le perfectionner afin de le mettre en vente.
L‘Ultra Hand a été un grand succès commercial, vendu à plus d'un million d'exemplaires.

## Postérité
L'Ultra Hand apparaît en caméo dans plusieurs jeux de Nintendo, dont Mario Kart 8 et WarioWare Gold. Le pouvoir Ultra Hand de The Legend of Zelda: Tears of the Kingdom qui permet au joueur de déplacer et lier certains objets à distance fait référence au jouet.
Grill-Off with Ultra Hand!, disponible uniquement pour les membres du Club Nintendo à l'occasion des 120 ans de la firme, est sorti en 2010 uniquement au Japon et en Amérique du Nord sur Wii en téléchargement. Le joueur doit retirer à l'aide d'un Ultra Hand de la nourriture sur des barbecues lorsqu'ils sont prêts et avant qu'ils ne brûlent. Pour y arriver, le joueur utilise la Wiimote et la Nunchuk pour imiter la manière de manier le jouet. 